# Crystal Sky
Crystal Sky là album phòng thu thứ tư của nữ ca sĩ người Đức Lena Meyer-Landrut. Nó được phát hành dưới dạng kĩ thuật số bởi hệ thống bán lẻ của Universal Music vào ngày 15 tháng 5 năm 2015. Biffco và Beatgees là những nhà sản xuất cho album. Các ca khúc trong album mang giai điệu điện tử cộng với chút âm hưởng của pop. Đĩa đơn chủ lực "Traffic Lights" được phát hành trong nước và châu Âu vào ngày 01 tháng 5.

## Thông tin
Đầu năm 2014, Lena bắt tay vào các công đoạn chính để thực hiện album thứ tư của mình. Tháng 1, cô đến New York để thương thảo với nhà sản xuất Bosko. In Tháng 5, có đến phòng thu Yoad Nevo ở London. Tháng 6, cô làm việc với ca-nhạc sĩ người Úc Kat Vinter tại Berlin và sau đó bay sang Los Angeles cộng tác với nhạc sĩ người Mĩ gốc Do Thái Rosi Golan. Cô cũng đến Brighton để là việc với đội ngũ sản xuất Biffco. Ngoài ra, Lena còn cộng tác với Afsheen, nhóm sản xuất Beatgees tới từ Berlin, đội ngũ đã thực hiện bản remix của đĩa đơn "Neon (Lonely People)" và ca khúc thiếu nhi "Schlaft alle" (Sleep all) trong album tổng hợp Giraffenaffen 3, phát hành tháng 11 năm 2014. Cùng tháng, cô góp giọng và album tổng hợp I Love Disney với ca khúc "A Whole New World" trong phim hoạt hình Aladdin. Ngày 7 tháng 8 năm 2014 Lena tiết lộ thông qua tài khoản Twitter của cô rằng tựa đề album sẽ là Crystal Sky và sẽ phát hành vào tháng 5 năm 2015.

## Đĩa đơn
"Traffic Lights" là đĩa đơn chủ đạo của album, phát hành vào ngày 01 tháng 5 năm 2015. Trong tuần đầu tiên, album giành vị trí thứ 14 tại BXH đĩa đơn của Đức.

## Tracklist
| STT | Nhan đề                                         | Sáng tác                                                           | Thời lượng |
| --- | ----------------------------------------------- | ------------------------------------------------------------------ | ---------- |
| 1.  | "The Girl"                                      | Melisa Bester Karl Johan Råsmark Laila Samuelsen                   | 4:09       |
| 2.  | "Keep on Living"                                | Lena Meyer-Landrut Tim Myers Rosi Golan Richard Stannard Ash Howes | 3:21       |
| 3.  | "Traffic Lights"                                | Hayley Aitken Harry Sommerdahl Alexander James                     | 2:48       |
| 4.  | "All Kinds of Crazy"                            | Lena Beatgees Laila Samuelsen Katrina Noorbergen                   | 3:40       |
| 5.  | "Beat to My Melody"                             | Lena Noorbergen Jonny Coffer Sam Preston                           | 3:36       |
| 6.  | "Sleep Now"                                     | Noorbergen Alexander và Konstantin Rethwisch Heiko Fischer         | 3:47       |
| 7.  | "Lifeline"                                      | Lena Afshin Salmani Josh Cumbee                                    | 3:06       |
| 8.  | "4 Sleeps"                                      | Lena Beatgees Samuelsen Noorbergen                                 | 4:06       |
| 9.  | "We Roam"                                       | Lena Beatgees Samuelsen Noorbergen                                 | 3:47       |
| 10. | "Crystal Sky"                                   | Lena Beatgees Samuelsen Noorbergen                                 | 3:28       |
| 11. | "Invisible"                                     | Lena Noorbergen Coffer Preston                                     | 3:31       |
| 12. | "Catapult" (featuring Kat Vinter & Little Simz) | Lena Beatgees Samuelsen Noorbergen Simbiatu Ajikawo                | 5:09       |
| 13. | "In the Light"                                  | Ian Barter Aurora Aksnes Norma Jean Martine Noorbergen Samuelsen   | 3:18       |
| 14. | "Home"                                          | Lena Coffer Preston Katy Beth Young                                | 3:42       |

| Crystal Sky – Deluxe edition | Crystal Sky – Deluxe edition                    | Crystal Sky – Deluxe edition                                              | Crystal Sky – Deluxe edition |
| STT                          | Nhan đề                                         | Sáng tác                                                                  | Thời lượng                   |
| ---------------------------- | ----------------------------------------------- | ------------------------------------------------------------------------- | ---------------------------- |
| 1.                           | "The Girl"                                      | Melisa Bester Karl Johan Råsmark Laila Samuelsen                          | 4:09                         |
| 2.                           | "Keep on Living"                                | Lena Meyer-Landrut Tim Myers Rosi Golan Richard Stannard Ash Howes        | 3:21                         |
| 3.                           | "Wild & Free"                                   | Sarah Connor Tim Myers Lena Meyer-Landrut Beatgees                        | 3:13                         |
| 4.                           | "Traffic Lights"                                | Hayley Aitken Harry Sommerdahl Alexander James                            | 2:48                         |
| 5.                           | "All Kinds of Crazy"                            | Lena Beatgees Laila Samuelsen Katrina Noorbergen                          | 3:40                         |
| 6.                           | "Galaxies"                                      | Lena Robin Grubert Nikki Flores Stefan Skarbek                            | 3:17                         |
| 7.                           | "Beat to My Melody"                             | Lena Katrina Noorbergen Jonny Coffer Sam Preston                          | 3:36                         |
| 8.                           | "Sleep Now"                                     | Katrina Noorbergen Alexander Rethwisch Konstantin Rethwisch Heiko Fischer | 3:47                         |
| 9.                           | "Lifeline"                                      | Lena Afshin Salmani Josh Cumbee                                           | 3:06                         |
| 10.                          | "4 Sleeps"                                      | Lena Beatgees Samuelsen Katrina Noorbergen                                | 4:06                         |
| 11.                          | "We Roam"                                       | Lena Beatgees Samuelsen Katrina Noorbergen                                | 3:47                         |
| 12.                          | "Crystal Sky"                                   | Lena Beatgees Samuelsen Katrina Noorbergen                                | 3:28                         |
| 13.                          | "Invisible"                                     | Lena Katrina Noorbergen Coffer Preston                                    | 3:31                         |
| 14.                          | "Catapult" (ft. Kat Vinter và Little Simz)      | Lena Beatgees Samuelsen Katrina Noorbergen Simbiatu Ajikawo               | 5:09                         |
| 15.                          | "Back in Time"                                  |                                                                           | 3:26                         |
| 16.                          | "In the Light"                                  | Ian Barter Aurora Aksnes Norma Jean Martine Katrina Noorbergen Samuelsen  | 3:17                         |
| 17.                          | "Home"                                          | Lena Coffer Preston Katy Beth Young                                       | 3:42                         |
| 18.                          | "Beat to My Melody" (Madizin Mix / Bonus Track) | Lena Katrina Noorbergen Jonny Coffer Sam Preston                          | 3:38                         |

## Bảng xếp hạng
| Bảng xếp hạng (2015)                | Vị trí cao nhất |
| ----------------------------------- | --------------- |
| Album Áo (Ö3 Austria)               | 25              |
| Album Đức (Offizielle Top 100)      | 2               |
| Album Thụy Sĩ (Schweizer Hitparade) | 40              |

## Phát hành
| Quốc gia | Ngày                | Hãng đĩa        | Định dạng                 |
| -------- | ------------------- | --------------- | ------------------------- |
| Đức      | 15 tháng 5 năm 2015 | Universal Music | Kĩ thuật số, CD, đĩa than |